# Prince of Wales (Schiff, 1860)
Die HMS Prince of Wales war eines von sechs mit 121-Kanonen bestückten, mit Schraubenantrieb ausgestatteten dreideckigen First-rate-Schlachtschiffen der Royal Navy. Sie lief am 25. Januar 1860 vom Stapel. 1869 wurde sie in HMS Britannia umbenannt und diente bis 1905 in Dartmouth als Kadettenschulschiff.

## Geschichte
Die Prince of Wales wurde ursprünglich von John Edye und Isaac Watts als ein modifiziertes Schiff der Queen-Klasse mit 120 Kanonen und 3186 t Verdrängung geplant. Die Kiellegung fand am 10. Juni 1848 in Portsmouth statt, obwohl die offizielle Bestellung erst am 29. Juni erfolgte und der Entwurf erst am 28. Juli 1848 genehmigt wurde.
1849 bestellte die Royal Navy mit der HMS Agamemnon ihr erstes Schiff mit Propellerantrieb. Möglicherweise wurde der Bau der Prince of Wales ausgesetzt, so dass die Agamemnon früher fertiggestellt wurde, obwohl sie nach ihr auf Kiel gelegt wurde. Am 9. April 1856 wurde die Prince of Wales erneut als Schiff mit nun 121 Kanonen und Propellerantrieb bestellt. Die Umbauarbeiten begannen am 27. Oktober 1856.
Die Maschinenanlage bestand aus einer 800 nhp Penn liegenden zweizylindrigen Einfachexpansions-Dampfmaschine. Die Zylinder hatten einen Durchmesser von 2,1 m und einen Hub von 1,22 m.
Am 25. Januar 1860 wurde das Schiff von Stapel gelassen. Am 31. Oktober 1860 wurden Versuche auf See ohne Takelung gemacht. Es wurde eine Geschwindigkeit von durchschnittlich 12,569 Knoten (23,293 km/h) erreicht.
Die Prince of Wales wurde am Ende eines Wettrüsten zwischen Großbritannien und Frankreich mit ungepanzerten Schiffen fertiggestellt. 1860 verfügte die Royal Navy über mehr hölzerne Linienschiffe als sie in Friedenszeiten benötigte. Mit der Warrior wurde 1861 das erste gepanzerte Linienschiff der Royal Navy in Dienst gestellt. Ungepanzerte Schiffe mit Propellerantrieb hatten noch bis Mitte der 1860 einen Wert. In den 1860er Jahren wurde mehrere neue gepanzerte Linienschiffe mit Dampfantrieb in Dienst gestellt.
1867 wurden die Maschinen aus der Prince of Wales entfernt und in das neugebaute eisengepanzerte Schiff HMS Repulse eingebaut. 1869 wurde das Schiff in Britannia umbenannt und begann seinen Dienst als Kadettenschulschiff in Dartmouth. Dort ersetzte es das gleichnamige Schiff HMS Britannia aus dem Jahr 1820. Als Britannia war es ein Hulk, also ein Schiff ohne Antrieb, und hatte nur einen Fockmast. Unter anderem begannen auf dem Schiff der spätere Admiral und Erste Seelord Rosslyn Wemyss, Prinz Albert Victor und sein jüngerer Bruder, der spätere König George V., ihren Dienst bei der Royal Navy.
Im September 1905 wurde in Dartmouth das Royal Navy College eröffnet. Gleichzeitig wurde Britannia als Ausbildungseinrichtung geschlossen.
Ein neues Schlachtschiff der King Edward VII-Klasse namens Britannia wurde im Dezember 1904 vom Stapel gelassen. Die ehemalige Prince of Wales wurde im September 1909 offiziell gehulked und am 23. September 1914 an Garnham verkauft. Im Juli 1916 wurde das Schiff an Hughes Bolckow aus Blyth zum Ausschlachten weiterverkauft.